# Szuzuki Tamocu
Szuzuki Tamocu (鈴木 保; Hepburn: Suzuki Tamotsu) (Urava, 1947. április 29. –) japán válogatott labdarúgó, később a japán női labdarúgó-válogatott szövetségi kapitánya is volt.